# Лотаринзький хрест

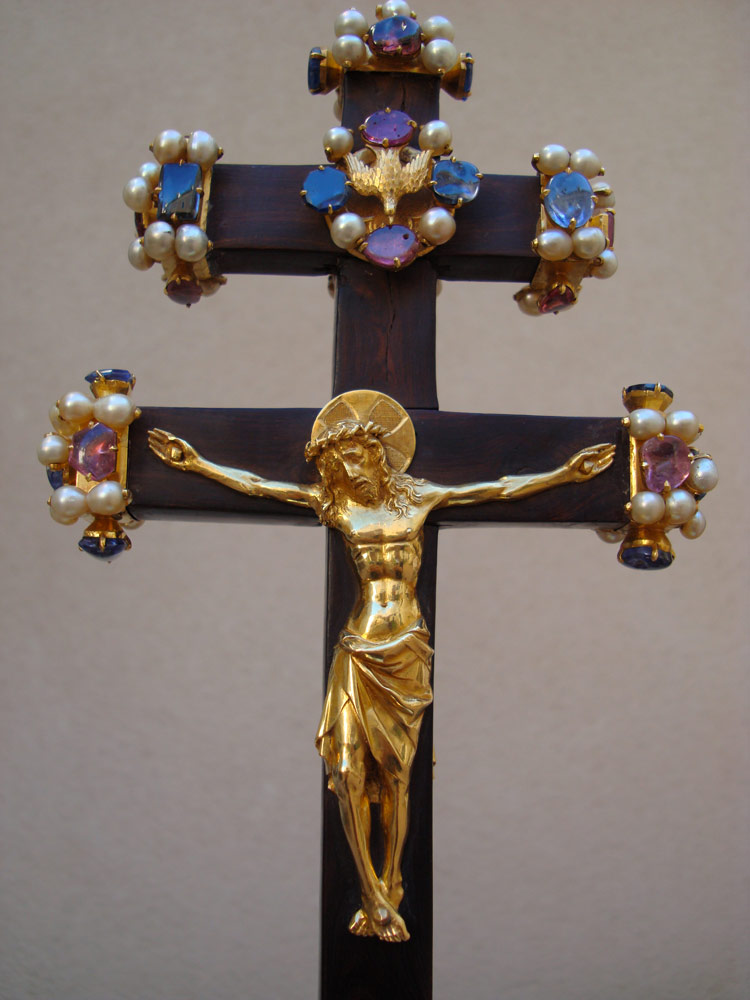
Животворний Хрест, що зберігається в монастирі Дочок Серця Марії в Боже і є прототипом Лотаринзького хреста.

Лотаринзький хрест (фр. Croix de Lorraine , іноді «Анжуйський хрест», фр. Croix de Anjou, Юнікод U +2628 (☨)) — геральдична фігура, що являє собою хрест з двома поперечинами. Це патріарший хрест, що історично набув особливого значення на території Франції. Назва походить від Лотарингії — області на кордоні  Франції і  Німеччини. В основі цього символу лежить існуюча реліквія «Істинного хреста». Під час Другої світової війни Вільна Франція і Вільні французькі сили взяли його як свою емблему. Після війни він став символом голлізму.

## Походження Лотаринзького хреста
В геральдичній практиці з'явився за часів Людовика I, герцога Анжуйського (1339–1384). При цьому хрест виступає як символ реліквії — «Животворного Хреста», що потрапила до Франції набагато раніше. Ці мощі були в Константинополі на початку 13-го століття, а потім передані від Мануїла Комніна до латинського патріарха Константинополя Гервазія (померлого в 1219 р.), від якого вона потрапила до Хоми, єпископа Ієрапетри (на острові Крит), він у 1241 р. продав реліквії лицареві-хрестоносцю Жану д'Аллю, який у 1244 році, повернувшись із хрестового походу, пожертвував її абатству Ла-Буассєр, де реліквія залишалася до початку Столітньої війни, коли герцоги Анжуйські перевезли її до замку Анже. Водночас династія Анжу посідає трон Угорського Королівтва, де патріарший хрест є державним гербом. Тож ця реліквія Анжуйської династії починає використовуватись, як один з її династичних символів — зокрема, на прапорах, монетах і т. д. Людовик I мав цей символ вишитим на своєму прапорі. Рене Анжуйський зробив шестикінечний хрест особистою гербовою печаткою, а його онук, Рене II Лотаринзький, використовував шестикінечний хрест в битві при Нансі (1477) проти герцога Бургундії Карла Сміливого як розпізнавальний знак, на противагу Бургундському Андріївському хресту. Ця гучна перемога створює репутацію хреста, як символу Лотарингії. Відтоді назва «Хрест Лотарингії» витісняє назву «Хрест Анжу» та «Патріарший хрест».
Починаючи з 1790 року сам хрест зберігається в монастирі Дочок Серця Марії в Боже. 

## Символ Лотарингії

Неофіційний прапор землі Ельзас-Лотарингії, який використовувався парламентом з 1912 року, але не визнаний Німецькою імперією.

Після перемоги 1477 року Лотаринзький хрест став символом Лотарингії. 
У 19 столітті Хрест включили до числа іконографічних атрибутів Жанни д'Арк, яка походила з Лотарингії. Після франко-пруської війни, коли Ельзас і північна Лотарингія були анексовані Німеччиною, Лотаринзький хрест для французів став символом національного реваншу, символом пам’яті та опору і амбіцій повернути втрачені провінції. Це історичне значення надало йому ваги, як символу французького патріотизму. У 1912 році парламент Рейхсланду Ельзас-Лотарингія, якому Німецька Імперія надала обмежену автономію, створив прапор відмінний від офіційних символів базуючи ідентичність на поєднанні ельзаських кольорів і Хреста Лотарингії. Ініціатива викликала незадоволення імператора і прапор не визнали.

## Хрест Вільної Франції

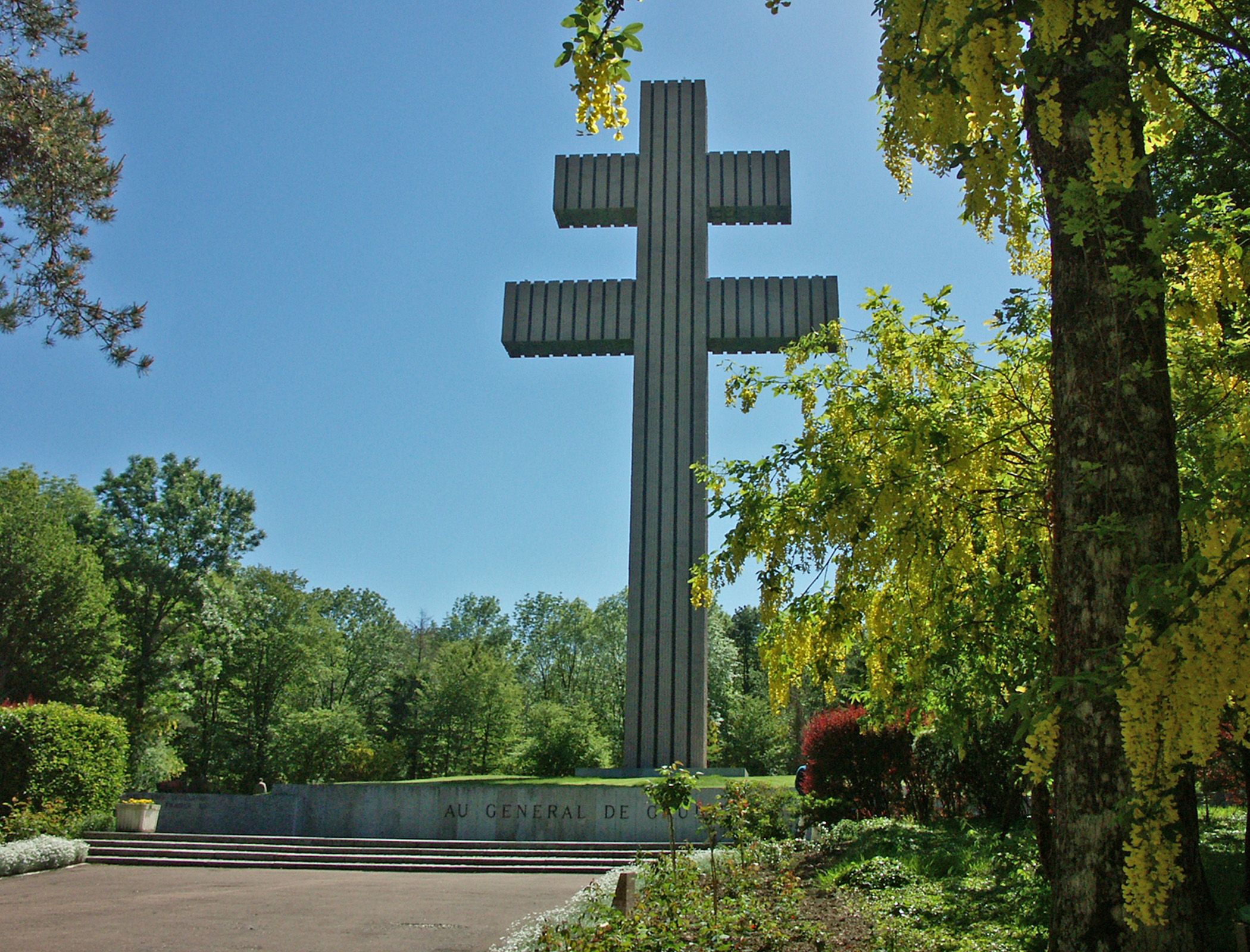
Пам'ятник Шарлю де Голлю у Коломбе-ле-Дез-Егліз (місце його смерті) у вигляді Лотаринзького хреста висотою 43 м

Лотаринзький хрест знову з’явився на прапорі в червні 1940 року, коли під час війни його почали використовувати як символ Вільних французьких сил під керівництвом Шарля де Голля у відповідь на нацистську свастику.
Після звільнення країни, з відновленням традиційних республіканських символів, Лотаринзький хрест став партійним символом голлістів (так, наприклад, його використовує у своїй символіці Об'єднання на підтримку республіки).
У ВМС Франції прапор із зображенням Лотаринзького хреста використовується як почесний гюйс — його несуть кораблі, названі на честь кораблів  Вільної Франції

Прапор Вільної Франції
Медаль Опору
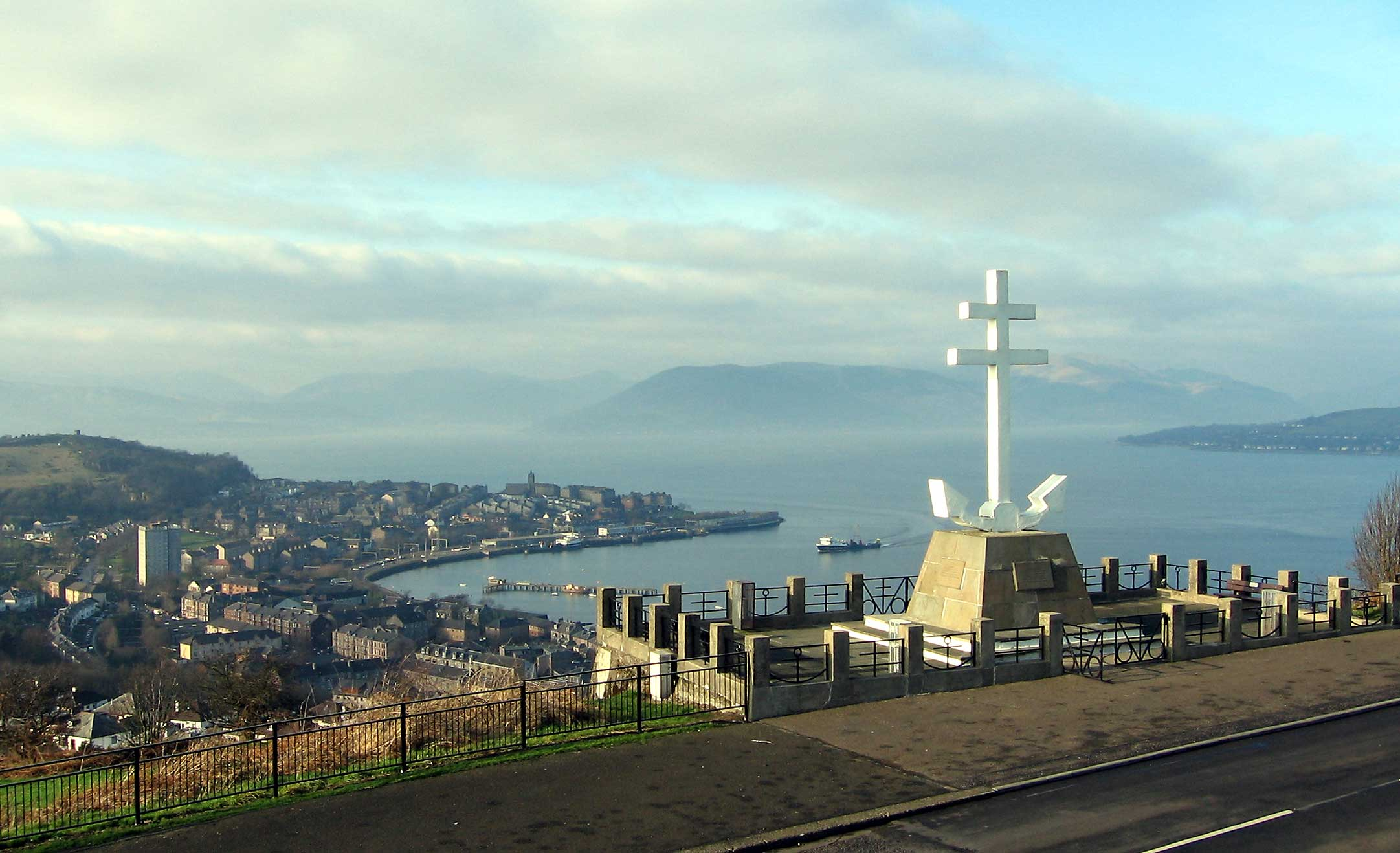
Пам'ятник воїнам Вільної Франції в Гріноку
Почесний Гюйс ВМС Франції.

## Використання в інших країнах
Див. Патріарший хрест
Хрест з двома поперечинами використовується в державній символіці  Угорщини,  Литви і  Словаччини; у 1991–1995 роках використовувався в державному гербі  Білорусі. У 1940–1944 роках використовувався як державний символ  Вільної Франції. У католицизмі — обов'язковий елемент кардинальского герба.
Крім того, з 1902 року (за пропозицією Ж. Сельсіро (Gilbert Sersiron)) Лотаринзький хрест є символом боротьби проти туберкульозу.

### Хрест з рівновеликими перекладинами
У вузькому  геральдичному сенсі, обидві поперечки Лотаринзького хреста рівновеликі і рівновіддалені від геометричного центру хреста. У такій формі хрест зображено на сучасному  гербі і державних нагородах  Литви (шестикінечний хрест — головний елемент герба  Ягеллонів з 1386 р.).

Хрест з рівновеликими перекладинами
Герб Литви
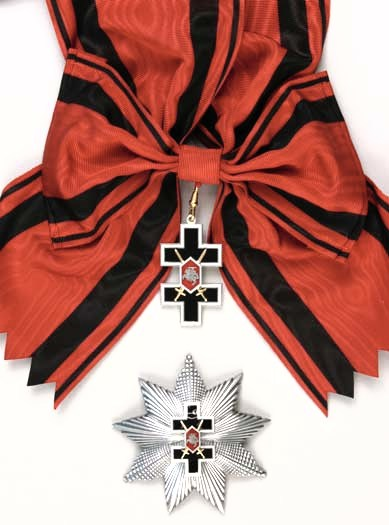
Знак ордена литовського хреста
Герб Ягеллонів

### Хрест з нерівними перекладинами
У французькій геральдиці поширений Лотаринзький хрест, верхня поперечина якого коротша нижньої (але істотно більше половинної довжини нижньої перекладини). Обидві перекладини і раніше рівновіддалені від геометричного центру хреста або незначно зміщені догори.

Хрест з перекладинами різної довжини
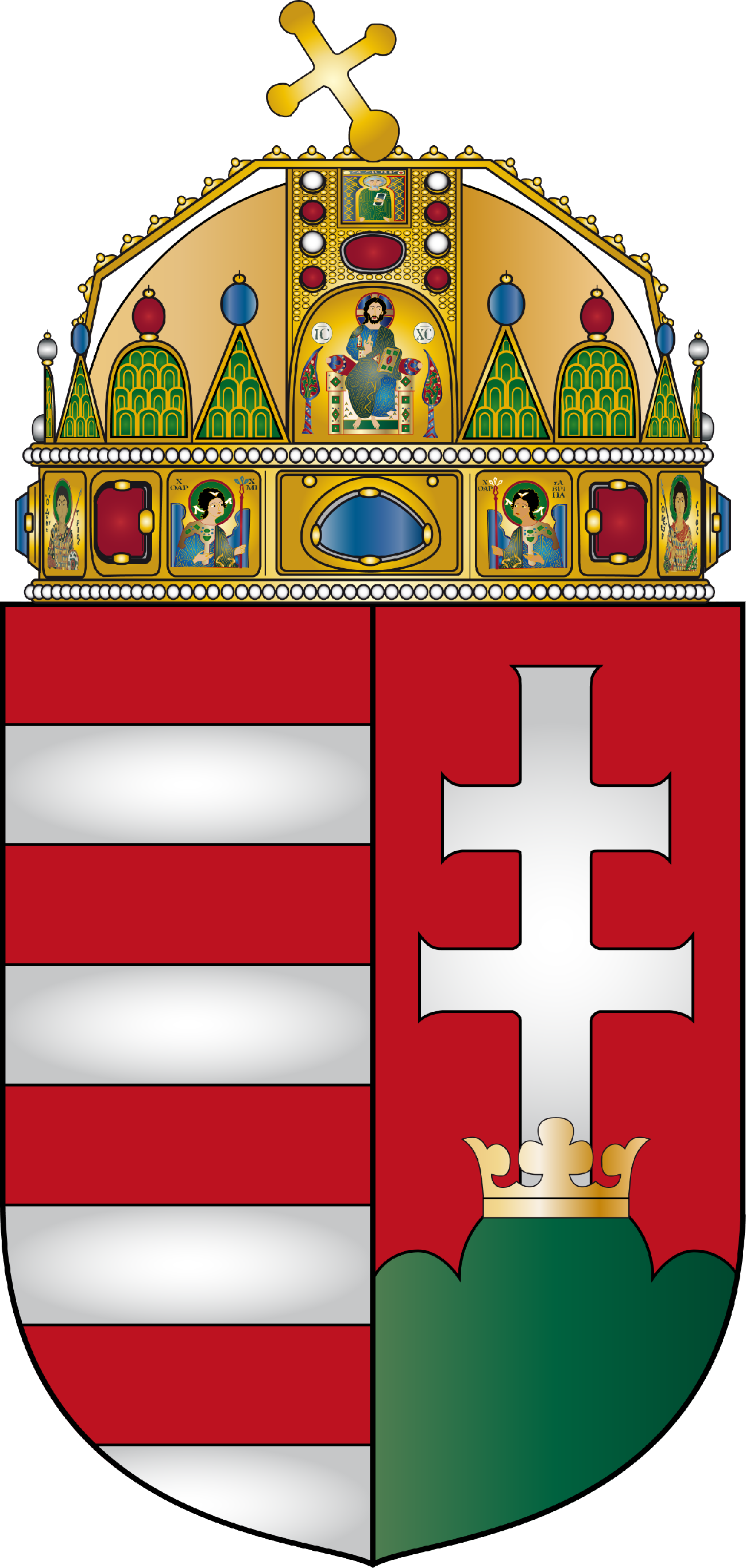
Герб  Угорщини
Герб  Словаччини - Dvoikryz, подвійний хрест
герб Білорусі 1991-1995 років
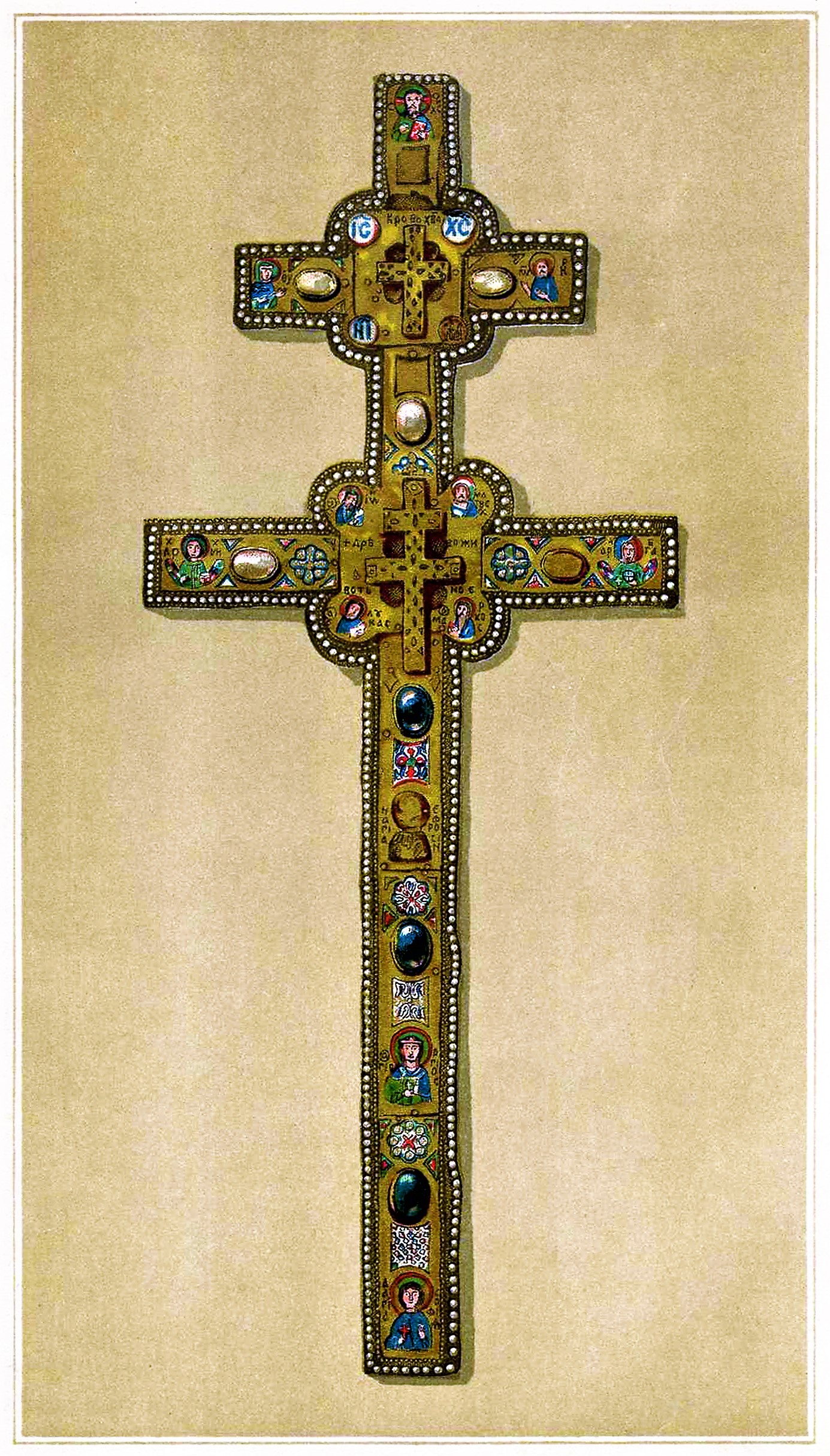
Хрест Євфросинії Полоцької

## Цікаві факти
- За захист Франції в Першій світовій війні американська 79-та піхотна дивізія отримала прізвисько «Лотарингський хрест»;  її відзнакою є хрест.
- Німецька 79-та піхотна дивізія Другої світової війни використовувала Лотарингський хрест як свій знак розрізнення, оскільки її перша атака була в регіоні Лотарингія.
- Одна з версій приписує походження символу Лотаринзькому королю Звентібольду (Франкська вимова слов'янського імені Святополк), який правив у 895–900 роках. Він був незаконнонародженим сином німецького імператора Арнульфа каринтійського і хрещеником короля Великоморавської держави Святополка I (саме на його честь Звентібольд отримав своє ім'я). Ця версія не отримала широкого розповсюдження — в першу чергу тому що, хоча зв'язки Лотарингії і Великоморавської держави безсумнівні, свідчення використання такої форми хреста в Лотарингії того часу відсутні.

## Ресурси Інтернету
- Вікісховище має мультимедійні дані за темою: Лотаринзький хрест